# Dorfkirche Deetz (Zerbst)

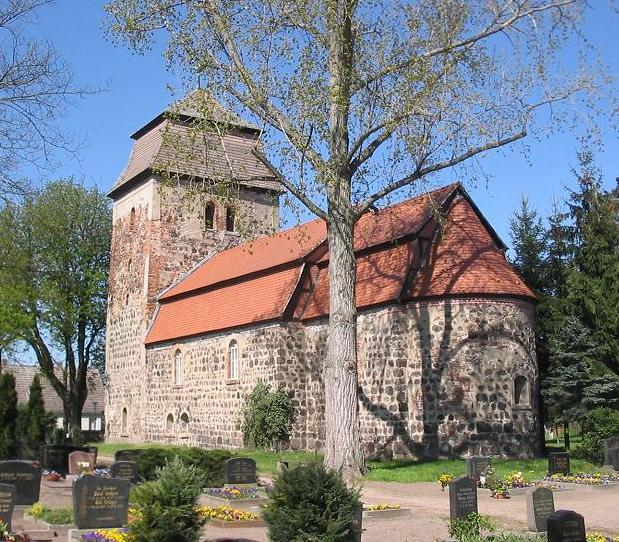
Dorfkirche Deetz

Die evangelische Dorfkirche Deetz ist eine spätromanische Saalkirche im Ortsteil Deetz von Zerbst/Anhalt im Landkreis Anhalt-Bitterfeld in Sachsen-Anhalt. Sie gehört zum Regionalpfarramt Anhalt-Zerbst im Kirchenkreis Zerbst der Evangelischen Landeskirche Anhalts.

## Geschichte und Architektur
Die Kirche ist ein Feldsteinbauwerk mit eingezogenem Chor, Apsis und Westquerturm. Der ursprüngliche Zugang zum Chor ist an der Nordseite noch vorhanden; mehrere rundbogige Fenster wurden nachträglich vermauert. Eine barocke Umgestaltung erfolgte im 18. Jahrhundert; dabei erhielten das Schiff und der Turm barocke Mansarddächer. Am Turm ist ein geputzter Sockel mit Ecklisenen vorhanden. Eine Restaurierung erfolgte im Jahr 1909, eine Instandsetzung in den Jahren 1992–94. Das weiträumige Innere ist seit 1994 mit einer flachen Holzbalkendecke geschlossen. Die Ausstattung ist reduziert, im Schiff ist eine Hufeisenempore eingebaut, die auf der Südseite bis zum Chorbogen geführt wurde.

## Ausstattung
Das Hauptstück der Ausstattung ist der barocke Altaraufsatz im Chor. Das heute fehlende Altarblatt war ursprünglich von Säulen und Akanthuswangen flankiert. Gleichzeitig entstand die Kanzel mit Ecksäulchen am polygonalen Korb. Zwei mittelalterliche Bronzeglocken stammen vermutlich aus dem 13. beziehungsweise dem 14. Jahrhundert.
Die Orgel ist ein Werk eines unbekannten Orgelbauers.
Mehrere Gedenktafeln erinnern an die Gefallenen des Kriegs von 1871, des Ersten und des Zweiten Weltkriegs. Außen an der nördlichen Chorwand sind zwei stark verwitterte Inschriftgrabsteine des 18. Jahrhunderts erhalten, der östliche für M. Bencke († 1738) ist mit Engeln über einer Rokokokartusche dekoriert.